# Hartlaub-indigószajkó
A Hartlaub-indigószajkó (Cyanocorax melanocyaneus) a  madarak osztályának verébalakúak (Passeriformes) rendjébe és a varjúfélék (Corvidae) családjába tartozó faj.

## Rendszerezése
A fajt Gustav Hartlaub német orvos és ornitológus írta le 1844-ben, a Garrulus nembe Garrulus (Cyanocorax) melanocyaneus néven. A magyar neve forrással nincs megerősítve.

## Alfajai
- Cyanocorax melanocyaneus chavezi (W. Miller & Griscom, 1925)
- Cyanocorax melanocyaneus melanocyaneus (Hartlaub, 1844)[2]

## Előfordulása
Közép-Amerikában, Guatemala, Honduras, Nicaragua és Salvador területén honos. Természetes élőhelyei a szubtrópusi vagy trópusi síkvidéki és hegyi esőerdők, valamint ültetvények és másodlagos erdők. Állandó nem vonuló faj.

## Megjelenése
Testhossza 33 centiméter, testtömege 103-115 gramm.

## Életmódja
Legalább 20 fős csoportokban él, gyakran társulnak más madárfajokhoz is.

## Természetvédelmi helyzete
Az elterjedési területe nagyon nagy, egyedszáma pedig stabil. A Természetvédelmi Világszövetség Vörös listáján nem fenyegetett fajként szerepel.